# Alfred Fredet
Alfred Fredet (Cébazat 26 juin 1829 - Froges 11 janvier 1904) est un industriel papetier et ingénieur hydraulicien français du XIXe siècle.
Après des brillantes études à l'École centrale de Paris, il est ingénieur papetier dans différentes usines. Il s'installe dans le Grésivaudan où il fonde la papeterie de Brignoud. C'est ici qu'il développe son talent d'ingénieur en créant, avec Amable Matussière, une conduite forcée avec une chute d'eau de 160 m.
La politique paternaliste d'Alfred Fredet accompagne le développement des papeteries et permet de nombreuses avancées sociales et culturelles, comme la construction des cités ouvrières et d'écoles et la création d'une caisse de sécurité sociale, entre autres.

## Biographie
Alfred Fredet nait le 26 juin 1829 à Cébazat, dans le Puy-de-Dôme, en Auvergne.
Il fait de brillantes études et sort major de l'École centrale des arts et manufactures de Paris en 1854, avec le prestigieux diplôme d'ingénieur-constructeur.
Après l'obtention de son diplôme, il est attaché à l'ingénieur en chef des chemins de fer de l'Est, puis devient ingénieur aux papeteries d'Essonnes, aux papeteries Firmin-Didot en Eure-et-Loir et aux papeteries du Marais en Seine-et-Marne.

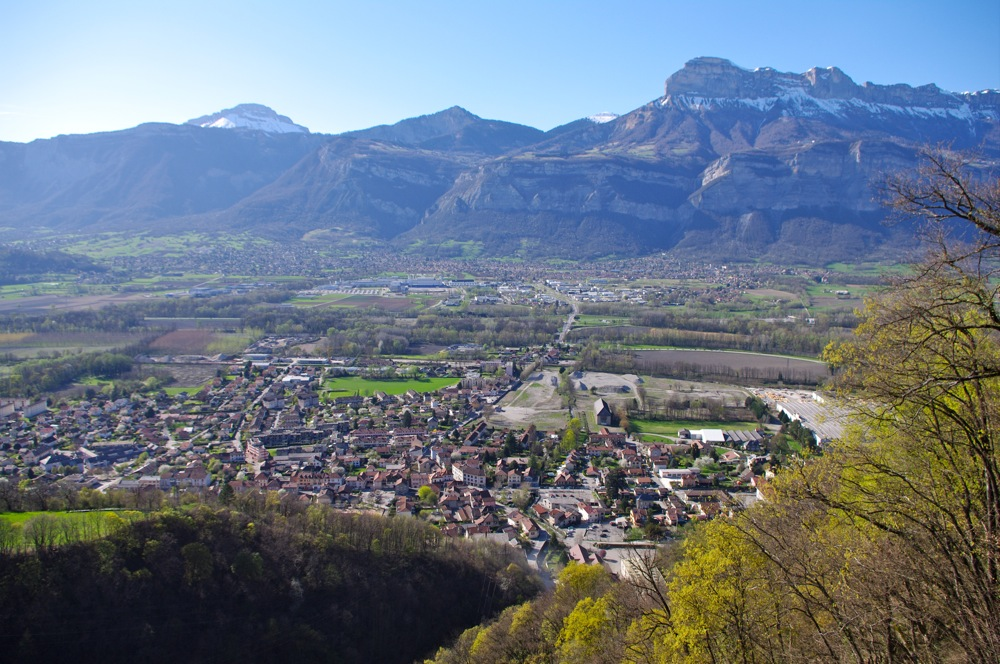
Brignoud.

En 1864, il vient se fixer dans le Dauphiné, invité par son ancien camarade de lycée et également ancien élève de l'École centrale Amable Matussière, qui a remarqué des innovations techniques en Allemagne et veut les introduire à Domène à la papeterie du Moutiers, qui est en difficulté et qu'il veut reprendre. Le 4 mars 1864, Matussière et Fredet fondent une association ayant le but « d'obtenir la concession du brevet Voelter (en) pour la région Rhône-Alpes pour la création d'un atelier de fabrication de pâte à papier par défibrage mécanique du bois » afin d'alimenter la papeterie. En suite, la location de l'atelier est faite et elle concerne aussi Monsieur Tercinet, déjà installé au Moutiers.
Les suivantes sont des années d'or pour les usines à papier, grâce à une croissante demande de papier et aux innovations techniques : la papeterie est attrayante pour les investisseurs et rentable. Le 12 septembre 1864, sous l'impulsion de Amable Matussière, une association regroupant Alfred Fredet, le chimiste papetier Gaspard-Zéphyrin Orioli et l'ingénieur stéphanois Jean-Baptiste Neyret, qui veut investir des capitaux dans l'industrie papetière, est créée. L'idée initiale étant de perfectionner le procédé Voelter, Alfred Fredet avec ses associés, Orioli et Neyret, se tourne bientôt vers la fabrication de pâtes à papier à partir de la transformation de végétaux et bois et à la pratique de lessivage avec "chaudière cylindrique à double enveloppe",. En 1864, Matussière fonde la première râperie de la vallée du Grésivaudan, et remplace sa chute d'eau par une nouvelle de 35 mètres, tandis que l'association Fredet-Neyret-Orioli loue les locaux du Moulin Vieux à Pontcharra, où Orioli cherche à perfectionner le procédé pour la « production de pâte chimique à partir de bois de résineux » et Neyret achète le site et les droits d'eau d'un haut fourneau à Rioupéroux, pour exploiter la force électromotrice de la Romanche,,.

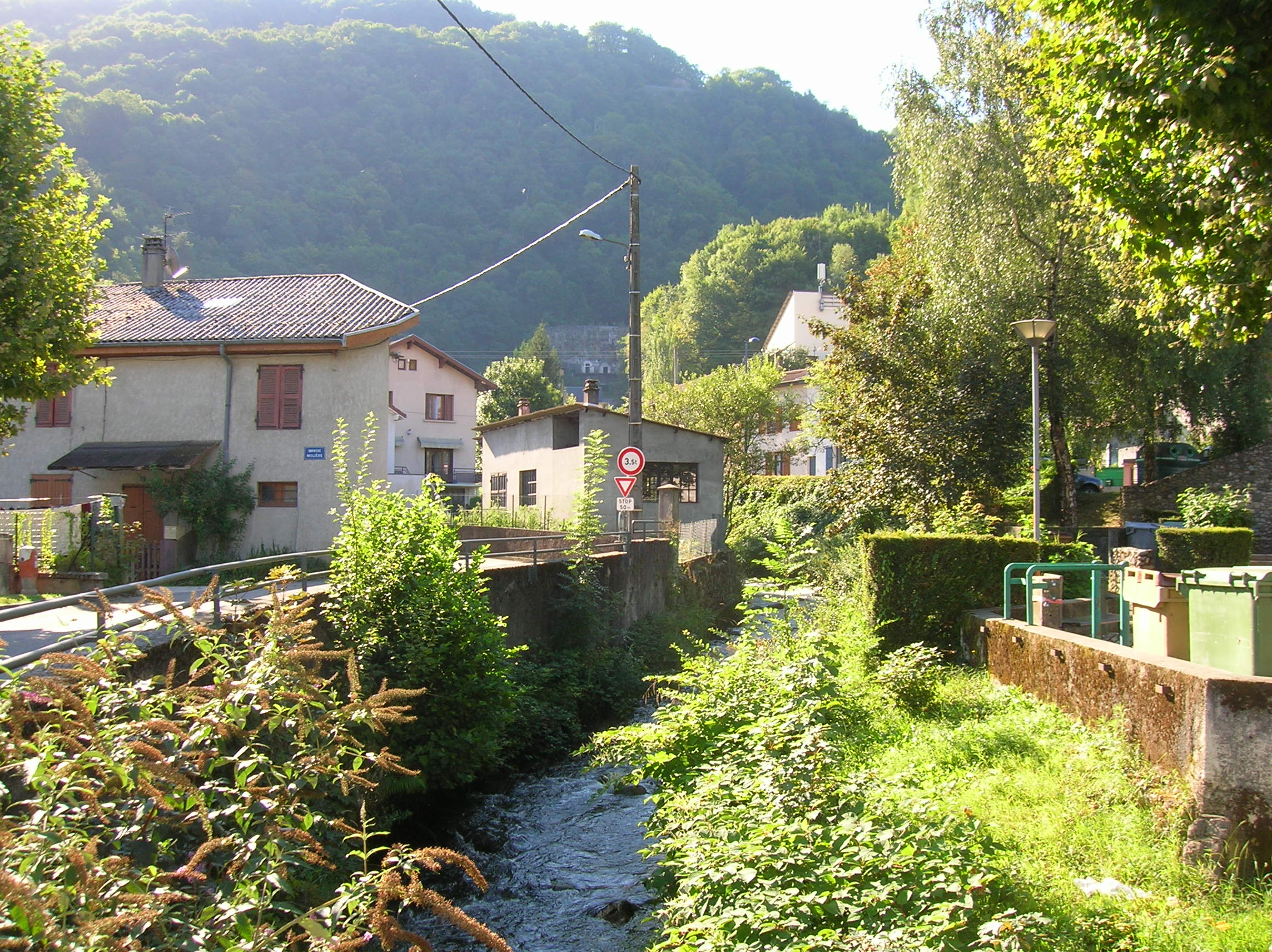
Le ruisseau de Laval et, au fond, la papeterie.

Le 6 juin 1865, Alfred Fredet épouse Berthe Chevrant (1847-1900), fille du directeur des papeteries d'Essonnes où il a travaillé.
En octobre de la même année, l'usine de Pontcharra, qui renferme deux machines Voelter, commence la production, et grâce à la force de 100 chevaux elle produit de 1 000 à 1 100 kilogrammes par jour de « pâte Voëlter ordinaire » et « blanchie », de qualité supérieure « Dans le courant du mois de janvier prochain, ces Messieurs espèrent pouvoir mettre à la disposition de la Papeterie les pâtes blanchies de bois et de paille qu'ils préparent par des procédés chimiques, pour lesquels ils sont brevetés. » Cependant, l'association Fredet-Neyret-Orioli ne donnant pas les résultats espérés, Alfred Fredet en sort et il se tourne vers la papeterie du Moutiers à Domène, qu'il exploite avec son beau-père, M. Chevrant.
En 1869, Aristide Bergès arrive lui aussi en Grésivaudan, et après l'installation d'une râperie de bois il fait sa propre papeterie à Lancey. C'est le début d'une concurrence acharnée entre les deux ingénieurs entrepreneurs.
En 1872, Alfred Fredet est autorisé à construire sa râperie et sa papeterie à Brignoud, au pied de la chaîne de Belledonne, au bout de la gorge du ruisseau de Laval. Il veut produire du papier de qualité, "fin" et "mi-fin". Il installe une conduite forcée de 160 m, cette chute d'eau est gérée grâce à une turbine de marque Pelton et à un générateur. C'est une prouesse technique dont les journaux parlent, à son époque, et qui deviendra le standard,. Sa production de papier est de 1 000 tonnes par an. Les années qui suivent sont des années d'expansion de l'entreprise et d'investissement : Fredet achète des nouvelles machines à papier, il produit aussi de la pâte chimique, de la pâte à chiffons et de la pâte mécanique, et divers ateliers de traitement sont ouverts sur le site de la papeterie de Brignoud. Dans les années 1880 Alfred Fredet doit faire face à des années difficiles, mais l'entreprise est solide et elle devient à nouveau rentable.

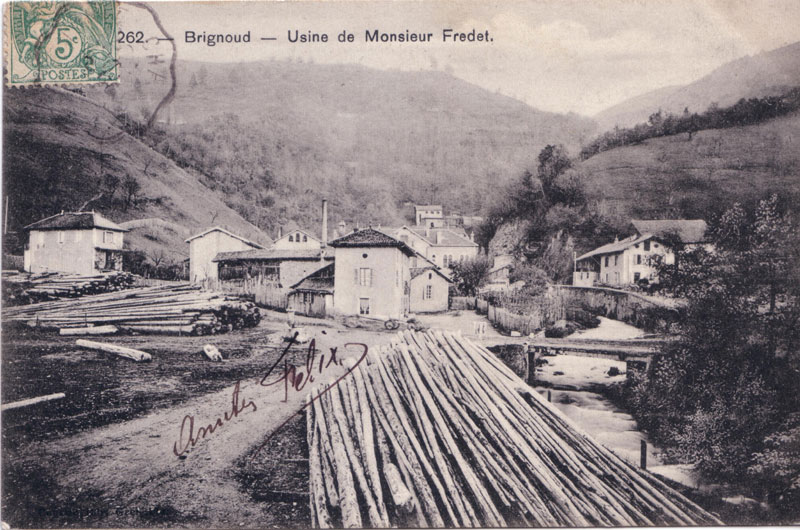
L'usine de Brignoud.

À l'Exposition universelle de 1900, Alfred Fredet reçoit les félicitation des jurés pour son papier de qualité "fin" et il est récompensé avec la médaille d'or. 350 personnes sont employées à cette époque à la papeterie de Brignoud, définie "papeterie-usine modèle".
« M. Alfred Frédet, ingénieur des arts et manufactures, a construit de 1869 à 1873 l'usine de Brignoud devenue de grande importance. Quatre millions de kilogrammes sortent chaque année de trois machines à papier ; une place a été faite pour une quatrième qui ne sera pas moins puissante que les autres. Quatre défibreuses produisent 1 800 tonnes de pâtes mécaniques. La paille, l'alfa, le tremble à la soude se préparent, comme les chiffons, à Brignoud même ; seule la cellulose au bisulfite provient du dehors. Ces diverses matières premières permettent la fabrication de papiers moyens, en blanc et en couleurs, dont la clientèle parisienne apprécie très fort les qualités. Parmi les articles les plus demandés se trouvent : les papiers fins simili-japon, nacrés et parcheminés divers ; les papiers en bobines et en rames pour couchage et collage ; les papiers pour écriture et impression, journaux illustrés et chromolithographie; le papier vergé « Allobroge ». Trois cents personnes des deux sexes trouvent leur travail dans les ateliers de Brignoud. »

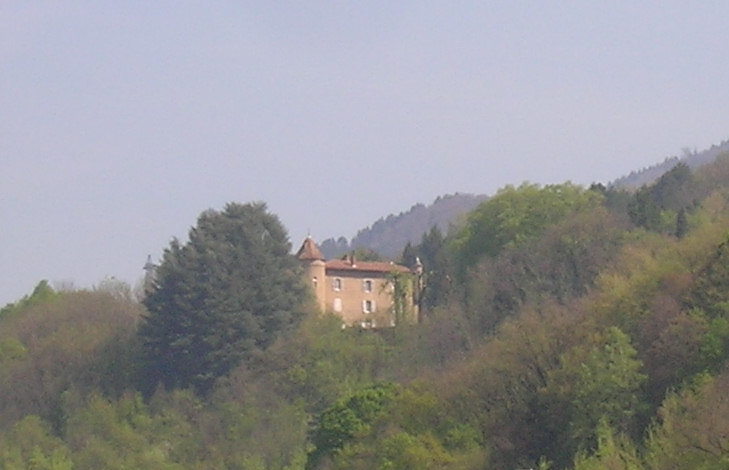
Le château du Mas, résidence d'Alfred Fredet.

Alfred Fredet habite avec sa famille au château du Mas, qui domine l'usine d'en haut de la gorge. Il est décrit comme un esprit novateur et progressiste, un industriel-ingénieur énergique et vital, et également comme un homme « d'une modestie poussée à l'extrême et d'une très grande indépendance. M. Fredet n'a pas permis de son vivant que l'on donnât à son nom la notoriété à laquelle il avait droit. » Industriel de son époque, il est un paternaliste convaincu et est considéré à l'unanimité comme un « homme de bien » : selon une anecdote reportée par le Moniteur de la papeterie française et de l'industrie du papier en 1904, les ouvriers de l'usine de Brignoud - « pour lui et à son insu » - auraient lancé plusieurs pétitions pour solliciter le gouvernement à lui donner la croix de la Légion d'honneur, en signe de reconnaissance. L'influence de Fredet sur le territoire est notoire : il crée le groupe scolaire Victor Hugo et il contribue au soins médicaux des cadres et ouvriers de la papeterie de Brignoud, il fait partie du conseil municipal, il se mêle de toutes questions concernant Brignoud.

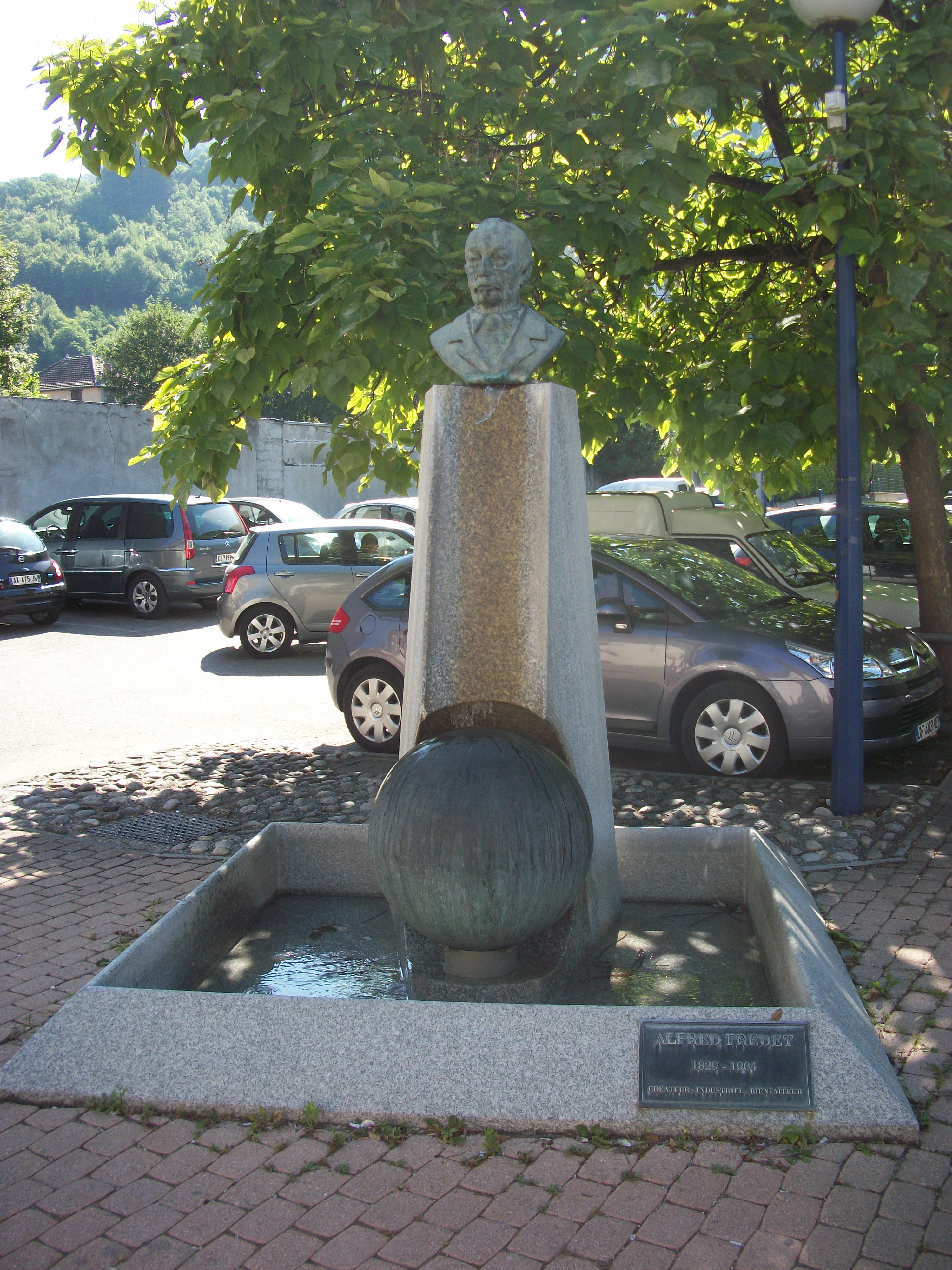
La fontaine-monument à Fredet.

Il fait construire des cités ouvrières proches de l'usine, au lieu des baraques utilisées jusqu'à ce moment-là par les migrants venus travailler d'ailleurs, et donne à loger les appartements pour un loyer abordable; mais si le charbon, l'eau et l'électricité sont gratuits, il faut dire que ces deux dernières sont disponibles seulement la nuit. Il pousse la création d'un bureau de poste et télégraphe à Brignoud.
Il décède au château du Mas le 11 janvier 1904 de maladie à l'âge de 75 ans, environ un mois avant son rival Aristide Bergès. Ses restes sont inhumés dans le cimetière de Froges. Les obsèques ont lieu le 13 janvier à Brignoud, au milieu d'une affluence considérable. Le périodique Moniteur de la papeterie française et de l'industrie du papier rappelle que « à sa mort, la presse locale et, après elle, la presse parisienne entière ont rendu unanimement et sans distinction d'opinions un éclatant hommage à cette belle et laborieuse carrière »,.
Après sa mort, c'est son fils Henri Fredet qui prend le relais à la papeterie de Brignoud, et qui continuera à innover et à influencer la vie économique et sociale locale, et qui recevra la croix de la Légion d'honneur.
En 2004 est inauguré un monument à son honneur à Brignoud, sur la place qui porte son nom.